# Raymond Kopa
Raymond Kopa (született, Raymond Kopaszewski) (Nœux-les-Mines, 1931. október 13. – Angers, 2017. március 3.) világbajnoki bronzérmes, aranylabdás francia labdarúgó.
2010-ben Az UEFA elnökének díjának díjazottja.

## Pályafutása
Kopa lengyel bevándorlók gyermekeként született, és 17 évesen, 1949-ben kezdett el futballozni a másodosztályú Angers SCO csapatában. 2 év után azonban le is igazolta őt az akkor fénykorát élő Stade de Reims. A csapattal Kopa BEK-döntőt játszhatott (a csapat pont Kopa későbbi csapatától, a Real Madridtól kapott ki 4–3-ra), valamint bajnoki címet is szerzett, ezután szerződtette a Real Madrid. A spanyol csapattal Kopa kétszer ünnepelhetett bajnoki címet, ezenkívül 1957-ben, 1958-ban és 1959-ben is megnyerték a BEK-et, az utolsót éppen a Reims ellen. 1958-ban megkapta az Aranylabdát is.
1959-ben visszatért korábbi csapatához, a Stade de Reimshez, hogy itt fejezze be pályafutását. Itt még egyszer, 1962-ben ünnepelhetett bajnoki címet csapatával.
Kopa a válogatottban 1952–1962 között szerepelt, ezalatt 45 mérkőzésen szerepelt, melyeken 18 gólt szerzett. Játszott az 1958-as világbajnokságon bronzérmes francia válogatottban, ahol bár kikaptak Brazíliától, őt választották meg a torna legjobb játékosának. Előzőleg, az 1954-es világbajnokságon ő lett a vb legjobb fiatal játékosa, így jelenleg is ő az egyetlen, aki mindkét címet birtokolta.
2017. március 3-án hunyt el 85 évesen.

## Sikerei, díjai
Stade de Reims
- Francia bajnok: 1952–53, 1954–55, 1959–60, 1961–62
- Francia bajnok (másodosztály): 1965–66

Real Madrid
- Spanyol bajnok: 1956–57, 1957–58
- Bajnokcsapatok Európa-kupája-győztes: 1956–57, 1957–1958, 1958–59
- Aranylabdás: 1958

Francia válogatott
- Világbajnoki bronzérmes: 1958